# Gaaf buidelmos
Gaaf buidelmos (Calypogeia muelleriana) is een soort uit het geslacht buidelmos (Calypogeia).

## Determinatie

### Uiterlijke kenmerken
Gaaf buidelmos is een folieus levermos dat sterk afgeplatte matten vormt met een blauwgroene tot bruingroene kleur. Een exemplaar wordt ongeveer 1–4 mm breed en tot 4 cm lang. De nauwsluitende, eivormige, afgeronde flankbladeren zijn even lang als breed, aan de basis wat verbreed en aan de punt meestal afgerond, zelden met een kleine punt. De kenmerkende onderste bladeren zijn ongeveer 2 tot 3 keer zo breed als de stengel, afgerond omgekeerd eirond van vorm en ongeveer 1/3 verdeeld in twee brede, afgeronde lobben. 
Vooral met andere buidelmossoorten, die duidelijk herkenbaar moeten zijn aan de verschillende onderbladen, bestaat kans op verwarring.

### Microscopische kenmerken
De misvormde hexagonale laminacellen van de zijbladeren bevatten tot 10 kleine olielichamen en zijn ongeveer 35–70 µm lang en 25–45 µm breed. De cellen van de onderste bladeren zijn ongeveer 28–50 micron lang en 18–35 micron breed. 

## Ecologie
Gaaf buidelmos komt vooral voor op de hogere zandgronden maar ook wel daarbuiten. Geschikte plekken zijn steile, hoge boswallen met water onderaan, waar de planten dan groeien op het humeuze, vaak ietwat lemige zand vanaf vlak boven de waterlijn om te verdwijnen waar de wal vlakker en/of droger gaat worden. Veel minder vaak groeit deze soort op venige grond maar ook op turfkades kan gaaf buidelmos gevonden worden. De bodem is op zulke plaatsen permanent vochtig maar wel goed doorlucht. De soort ontbreekt op de zware klei en op kalkrijke bodems. 

### Syntaxonomie
Gaaf buidelmos staat te boek als kensoort voor de associatie van gaaf buidelmos (Calypogeietum muellerianae).

## Verspreiding
Het verspreidingsgebied van de soort strekt zich uit over heel Europa, Noord-Afrika, Noord-Amerika en Groenland. In Nederland is het een vrij algemeen soort. Het is niet bedreigd en staat niet op de rode lijst.

## Fotogalerij

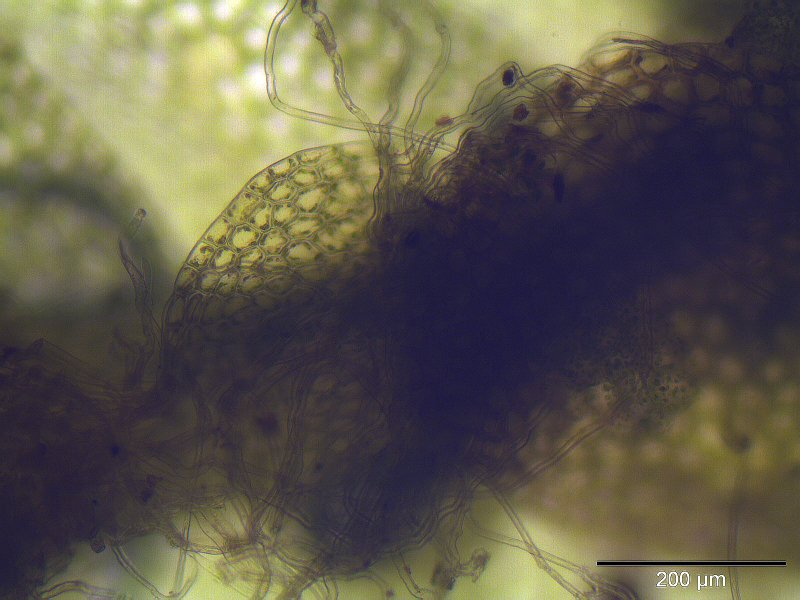
De onderste bladeren zijn nodig voor identificatie (125 × vergroot)
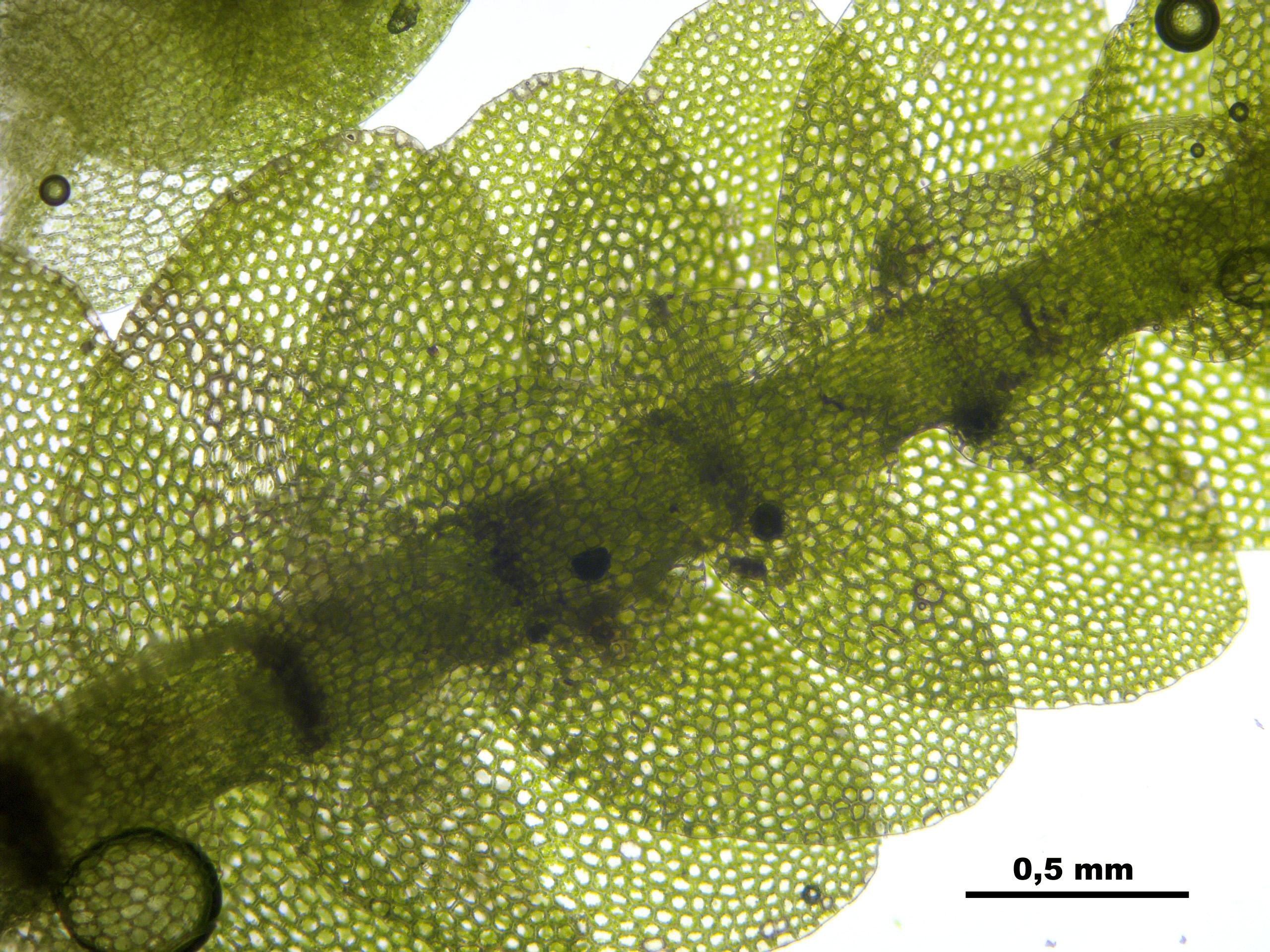
Bladeren
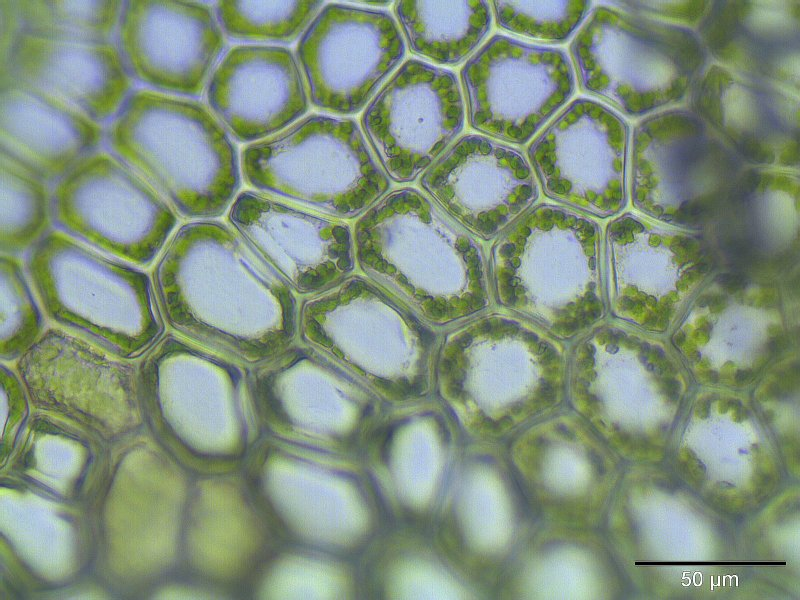
Flankbladcellen (400 × vergroot)